# アマレク人
アマレク人は、古代パレスチナの遊牧民族。
『旧約聖書（ヘブライ語聖書）』では神の選民であるイスラエル民族に敵対し攻撃や略奪を繰り返す残忍な民族とされ、神ヤハウエを畏れず神に反逆する存在として描かれている。イスラエル民族を奴隷にしたエジプトを逃れ（出エジプト）、約束の地カナン（Israel）を目指すモーセ一行をアマレク人が攻撃したことに対する神の懲罰として、またイスラエル民族を脅威から守るための措置として、神は預言者サムエルを通してアマレク人の聖絶を命じ、イスラエル王国によって滅ぼされたという。
現代と古代とは価値観や社会的背景が異なるとはいえ、異民族聖絶の是非は議論の分かれるところで、「神の命令」であれば皆殺しを厭わないことへの是非、人道的・倫理的問題、預言者サムエルが受けた「アマレク人を聖絶せよ」という啓示は本当に神の啓示であったかなどが論じられることがある。シュロモー・ザンドは聖書の記述が歴史的事実ならば「人類史上初のジェノサイドの一つ」だと呼んでいる（ただしサンド自身は聖書の話は創作されたもので歴史的事実ではないと考えている）。
ユダヤ教徒の一部やキリスト教福音派は現代のパレスチナ紛争でのイスラエルの立場を擁護するため、アマレク人聖絶の故事を用いることがある（イスラエル建国は神の意志によるもので、イスラエルの戦争行為も神の意志に沿ったものであるとする）。

## 旧約聖書におけるアマレク人

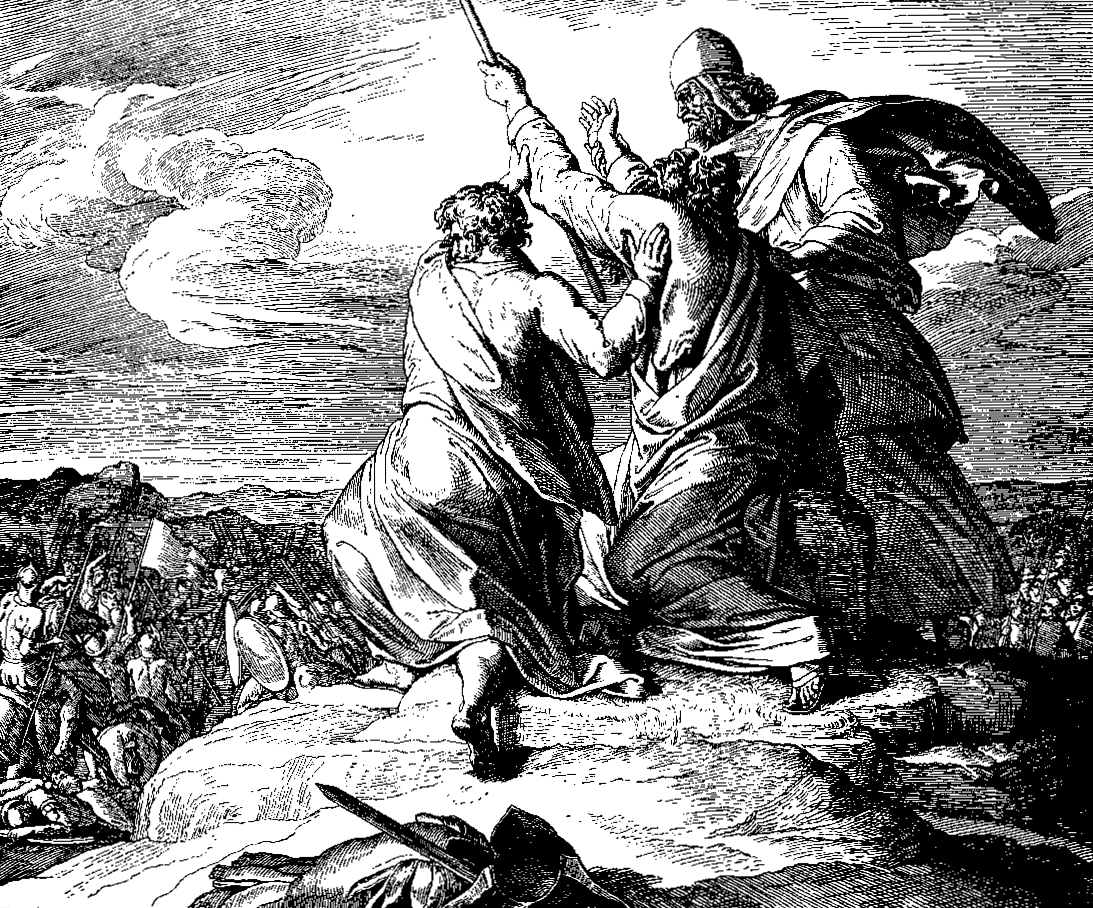
アマレク人との戦いでアロン、フルと共に戦勝祈願をするモーセ

『創世記』第36章では「（ヤコブの兄）エサウ（エドム人の祖とされる人物）とヘト人出自の妻アダの息子エリパズが、テムナという側女との間に作った息子。」としてアマレクという名前が出てくるが、以後の個所では基本的にエドム人扱いはされず『申命記』では23章で「エドム人を嫌うな（23：8）」とあるが、その2章後に「アマレク人への恨みを忘れるな（25：17-19）」と別の扱いを受けている。
以後基本的にイスラエル民族の敵とされており、聖絶の対象として女子供も含めて無慈悲に虐殺される場面も存在している。
- 『出エジプト記』17章8節ではエジプトから出てきたモーセ一行を最初に攻撃してきた相手とされており、これがアマレク人が神の怒りを受けた行為だったとしている[4]。この時モーセが山に登ってアロンとフルに支えられて神に祈り、ヨシュアが兵士らと共に戦い、接戦の末、イスラエル軍が勝利した。戦いの後、次のように神はモーセに伝えた。

- 『サムエル記』上15章によれば、神は預言者サムエルを通してアマレク人の聖絶を命令した。

イスラエルの初代王サウルはこの命令を受けてアマレク人を滅ぼしたが、敵王アガクに関しては神の命令に背き、情けをかけて助命した。しかしこのことが神の怒りを招き、神は「私はサウルを王としたことを悔いる。彼が背いて私に従わず、私の言葉を行わなかったからである」と述べた。これを受けてサウルの王権は失墜したという。これについてフラウィウス・ヨセフスは『ユダヤ古代誌』VI巻7章2節で「普通なら憐れみをかけてしかるべき乳飲み子でさえも殺さねばならない状況において、災いの元になった敵王を生かすのは情けではなく不適切な行為。」と解説している。
- 『エステル記』に登場するペルシア王アハシュエロスに仕えるハマンは、王国内の全てのユダヤ人の殺戮を企てるが、ユダヤ人の王妃エステルによって阻止された。ハマンの出自について『エステル記』本編では「アガグ人」（3：1）または「マケドニア人」（ギリシャ語訳のみ、ヘブライ語版の8：12と13の間に入る）とされているが、ヨセフスは『ユダヤ古代誌』で「ハマンはアマレク人の末裔だったのでユダヤ人を目の敵にした」と述べている（アガグ人は敵王アガクの末裔であるという）[8]。

### 現代ユダヤ人学者による評価

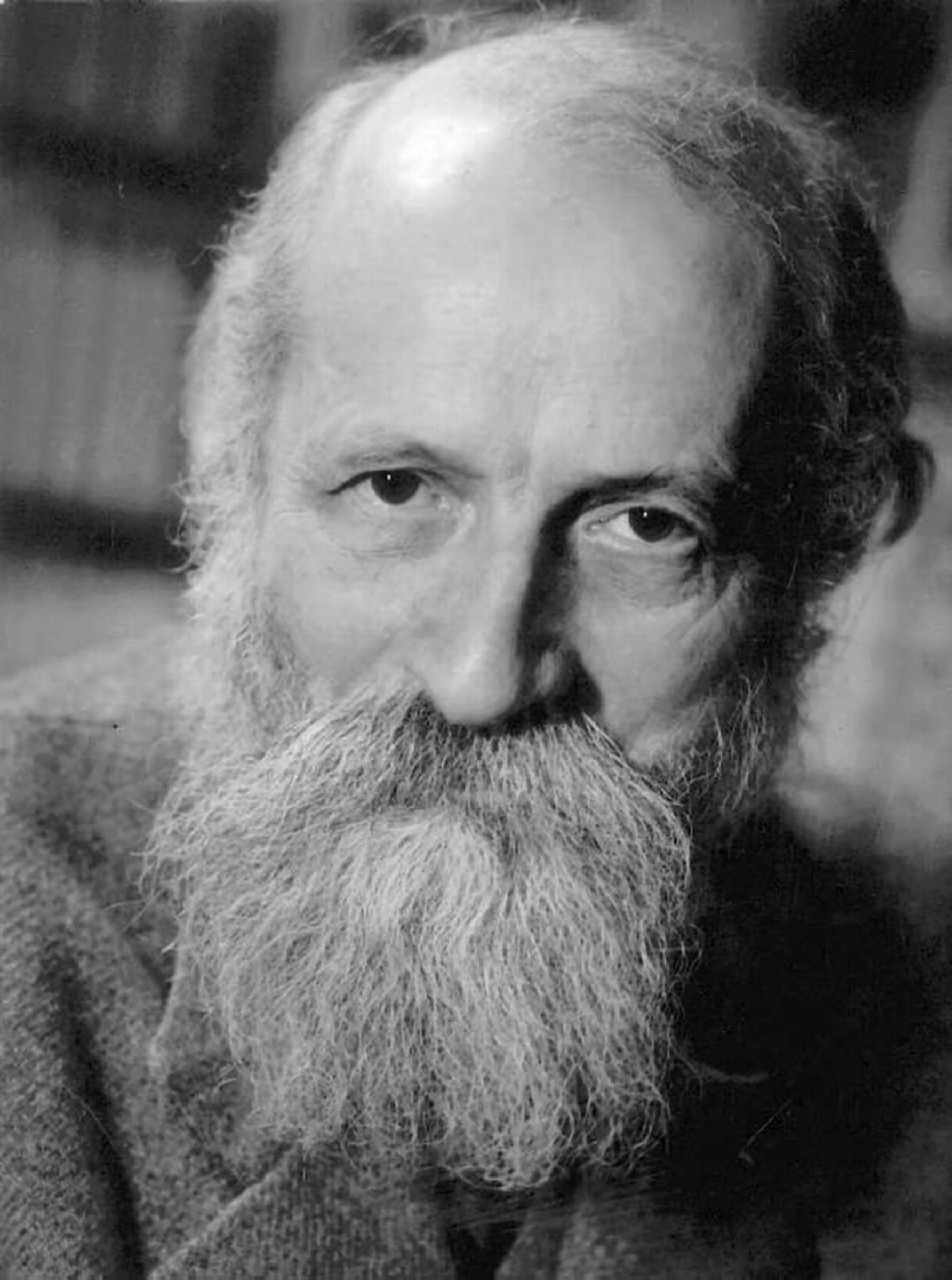
マルティン・ブーバー

聖書無謬説を否定する立場（聖書には誤った記述や、人の手によって改変された記述、後世に創作された記述が含まれるとする立場）からは、神がこのような冷酷な命令をしたはずがないと解釈される。たとえばマルティン・ブーバーは、ある時『サムエル記』上15章のアマレク人聖絶の記述について問われて、「私はそれを神のお告げであるとは信じない。私はサムエルが神の言葉を聞き間違ったのだと信じる」と答えたと晩年の自伝的な著書の中で記している。これに対してエマニュエル・レヴィナスは、ブーバーは聖書の権威よりも自分の良心の方を上に置いたとして非難する。レヴィナスによれば、出エジプト直後にイスラエルを最初に攻撃したアマレクは根源的な悪の象徴であり、イスラエル民族殲滅を試みたナチスと同等視されるため、上記のブーバーの見解に対して、「ブーバーはホロコーストについて考えていなかった（アマレクを生かしておけばイスラエル民族殲滅の憂き目にあっていた）」として極めて批判的な感想を表明している。

### 補足
旧約聖書で神に率いられたイスラエル民族が聖絶にした対象はアマレク人だけではなく、他の民族も聖絶の対象になっている。神はアブラハムに対して彼の子孫にカナンの地を所有させると約束し、これの障害になる先住民は聖絶しなければならないとした。
モーセは生かしておけば必ず災厄をもたらすとして、男児や寡婦も含めてミデヤン人を殺戮するよう命じたが、ミデヤン人の処女は兵士たちに報酬として分配された。
申命記20:17には「ヘト人、アモリ人、カナン人、ペリジ人、ヒビ人、エブス人は、主が命じられたように必ず滅ぼし尽くさねばならない」とある。

## 現代において

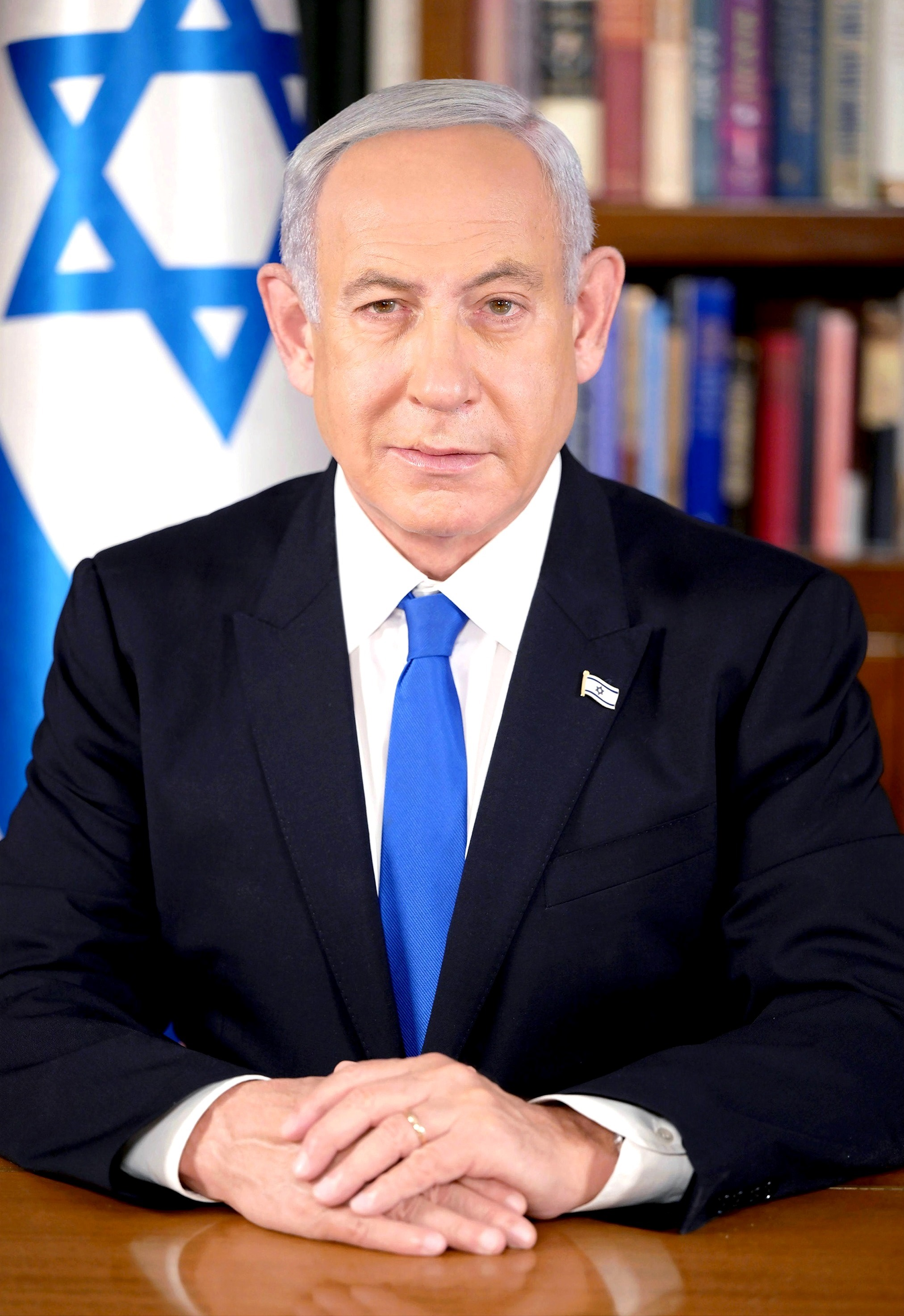
ベンヤミン・ネタニヤフ

イスラエル首相のベンヤミン・ネタニヤフはイスラエルの存立を脅かす勢力に対して強硬な立場をとることで知られるが、ガザ地区でのハマース掃討作戦に関して「アマレク人が我々に対して何をしたかを思い起こせと私たちの聖書が呼び掛けている」「私たちはアマレク人の所業を記憶している」と発言し、パレスチナ人のジェノサイドを示唆しているとして物議を醸した。2023年12月29日、南アフリカがイスラエルを、ジェノサイド条約違反の疑いで国際司法裁判所に提訴した。南アフリカは、ジェノサイドの意図の証拠の一つとして、このネタニヤフの発言を引証した。2024年1月16日、イスラエル首相官邸は、南アフリカの「誤った馬鹿げた告発」であり、「ハマースのジェノサイド・テロリストが行った邪悪な行為と対峙する必要性を述べたもの」だと反論した。
一方で、イスラエル国内では「アマレク」皆殺しへの支持もあった。ネスとスティラによるデュオ曲"Harbu Darbu"は、イスラエル国防軍が「アマレクの子ら」に地獄の雨を降らせるという内容で、ガザ地区などへの攻撃を鼓舞し、ハマースのイスマーイール・ハニーヤ、イランのハサン・ナスルッラーフ、そしてネスとスティラが「親ハマース」と見なしたベラ・ハディッドらを名指しで標的とした。"Harbu Darbu"はケシェット・インターナショナル傘下の「mako」ヒットチャートで1位となるなど流行歌となり、イスラエル国防軍兵士にも流行したという。"Harbu Darbu"もまた、「ジェノサイド的」と非難されたが、ネスとスティラは「世界に我々が強国、強い軍隊を持つ国であり、悪い事ばかりではないことが知られて嬉しい」との見解を示した。
2024年4月19日、アビ・ディヒター農業・地方開発大臣は、ハマースに拉致されたイスラエル人が（ハマースと無関与とされる）ガザ住民によって暴行されたと主張した。その上で、ガザ住民を「テロリスト」と呼び、神の啓示とされる「アマレクの記憶を天の下から消し去る（「申命記」25章19節）」を引き、ガザ住民を刑務所か墓のなかに送らなければならないと主張した。4月29日、ベザレル・スモトリッチ財務相兼国防省付大臣は、ハマースなどとの停戦に反対し、「中途半端な仕事など存在しない。ラファ、デイル・アル＝バラフ、ヌセイラットは完全な殲滅だ。『アマレクの記憶を天の下から消し去る』だ。天の下に場所などない。」と、やはり「申命記」25章19節を引いて主張した。